# DNA (Kletterroute)

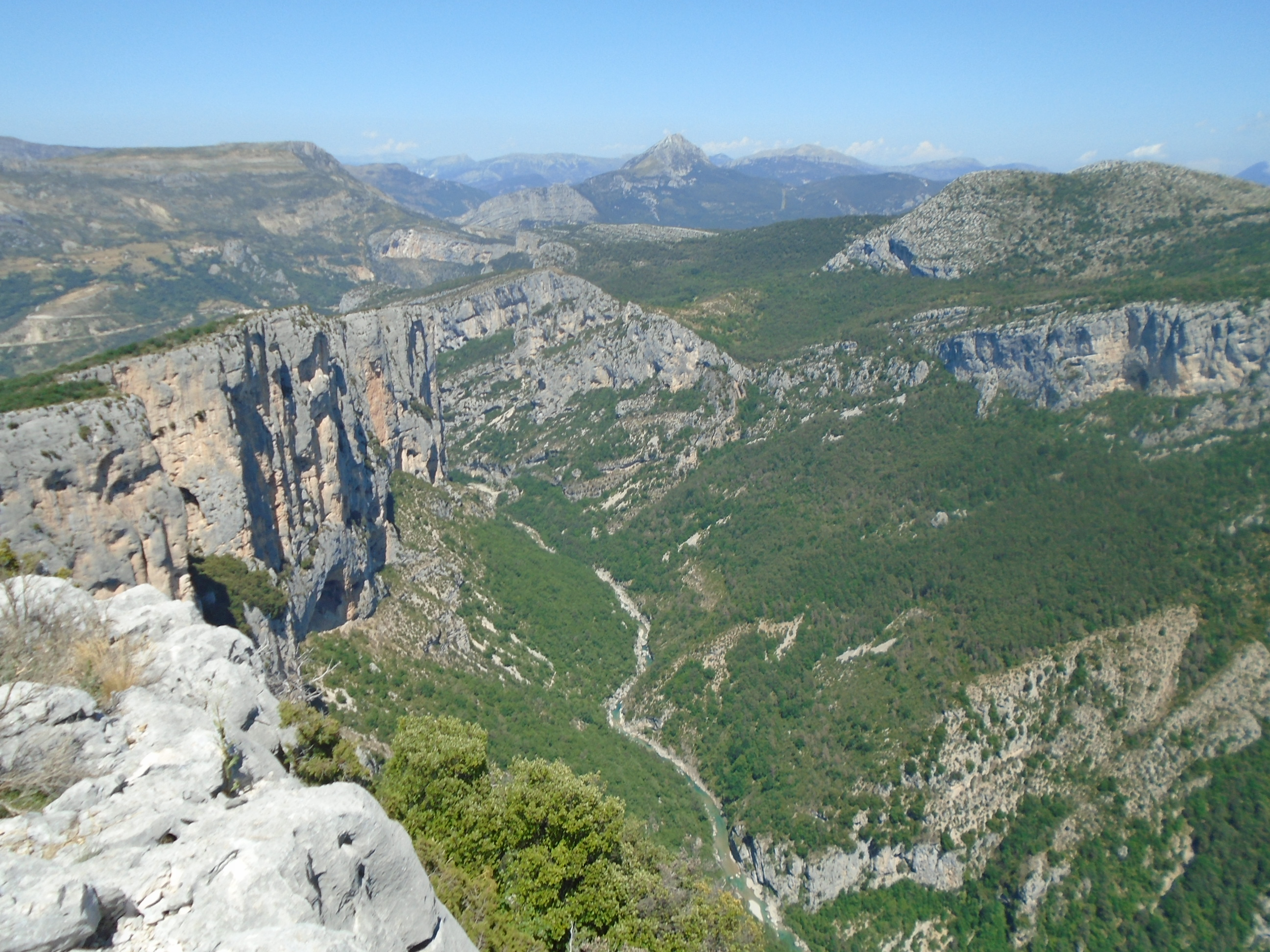
Die Verdonschlucht, wo sich die Route DNA befindet.

DNA ist eine Kletterroute im Klettergebiet Verdonschlucht in Frankreich, die vom französischen Kletterer Sébastien Bouin am 29. April 2022 eröffnet wurde. Bouin schlägt den Schwierigkeitsgrad 9c (5.15d) vor, womit DNA neben den Kletterrouten Silence und B.I.G. die dritte Route weltweit in diesem Schwierigkeitsgrad wäre. Bouin investierte über 150 Tage und 250 Versuche, bis ihm das Durchsteigen der Route gelang. Der Film über die Begehung war Teil des Banff Mountain Film Festival.

## Route

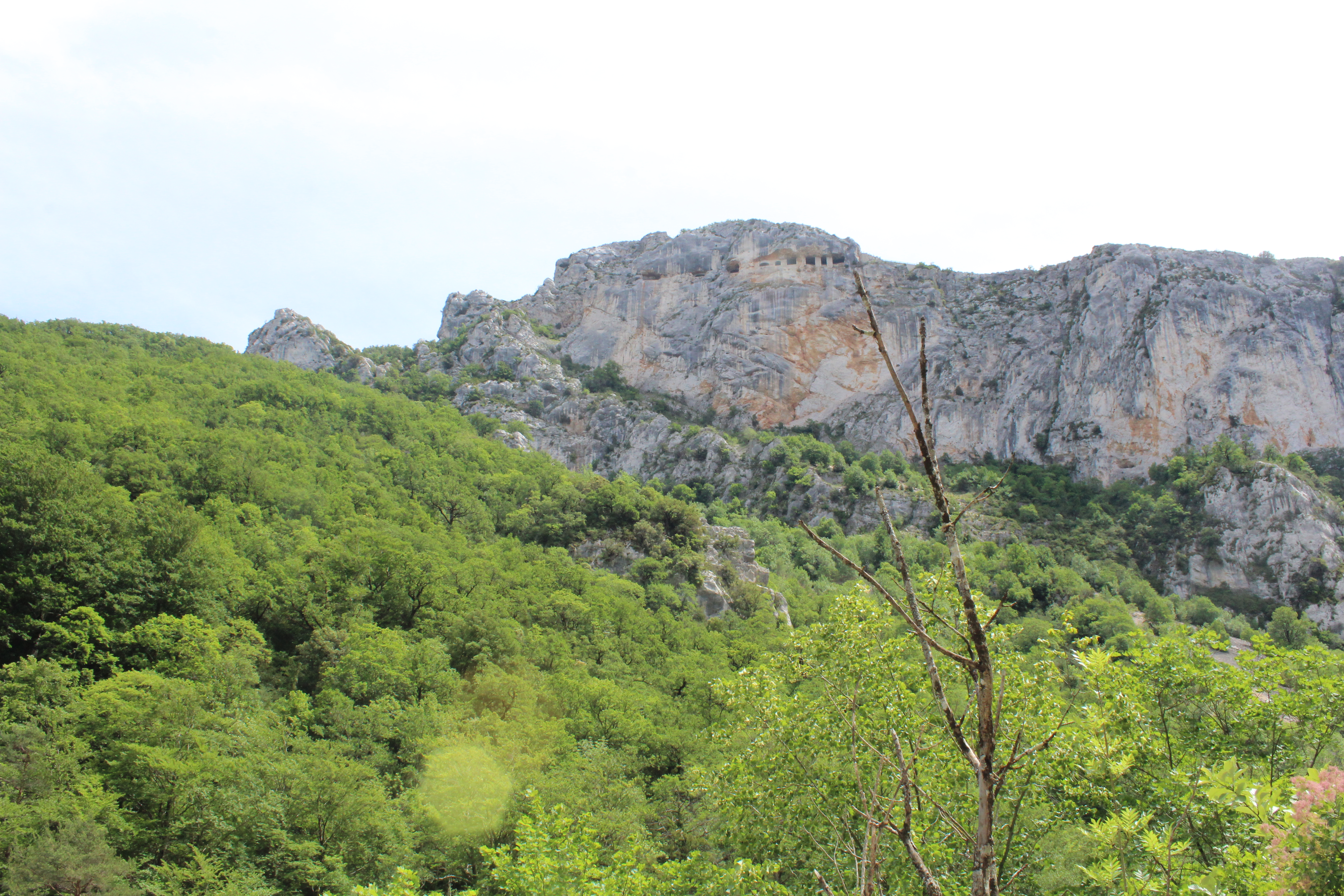
Die Grotte von La Ramirole liegt links unterhalb des Tunnels de Fayet

Die Route liegt im Sektor La Ramirole im Klettergebiet Verdonschlucht in Frankreich. Sie ist mit 21 Bohrhaken über 50 Meter gesichert. Die meisten Griffe sind Zangen und die schwierigen Abschnitte sind weniger technisch, sondern vor allem körperlich anstrengend.
Das erste Stück der Route erstreckt sich über fünf Bohrhaken und liegt im Bereich 8c (5.14b). Nach einigen moderaten Zügen folgt das erste Boulderproblem und damit die erste Crux der Route. Das Boulderproblem liegt im Bereich Fb. 8a (V11) und besteht aus einem dynamischen Zug, der typisch für Boulder Wettkämpfe ist. Nach der ersten Crux gibt es durch einen schlechten Knieklemmer die Möglichkeit, sich kurz auszuruhen. Dann folgt die zweite Crux mit einem Fb. 8a+ (V12) Boulderproblem. Die Schwierigkeit der zweiten Crux liegt darin, von einer Zange mit der linken Hand zu einem Untergriff zu gelangen. Die Zange ist sehr rutschig und stark abhängig von der Reibung, weshalb für diesen Teil die Wetterbedingungen eine wichtige Rolle spielen. Nach dem zweiten Boulderproblem folgt eine Kletterpassage im Schwierigkeitsgrad 8c+ (5.14c). Der letzte Teil besteht aus großen Zangen und mehreren Dropknees.

## Bedeutung der Route
Der Schwierigkeitsgrad 9c (5.15d) konnte bis jetzt noch nie bestätigt werden. 2017 gelang Adam Ondra die Route Silence, die erste Route, welche mit 9c (5.15d) bewertet wurde. Die Route wurde daraufhin von anderen Kletterern probiert, aber wegen des sehr eigenwilligen Stiles nie wiederholt. 2020 gelang Alex Megos die Erstbegehung von Bibliographie, welche er mit 9c (5.15d) bewertete. Die Route wurde daraufhin von mehreren Kletterern wie Sébastien Bouin, Jakob Schubert, Stefano Ghisolfi und Dave Graham probiert. Ein Jahr später gelang Stefano Ghisolfi die Wiederholung von Bibliographie, dieser wertete jedoch auf 9b+ (5.15c) ab. Megos zeigte sich mit der Abwertung einverstanden, wodurch Bibliographie heute offiziell mit 9b+ (5.15c) bewertet ist und 9c (5.15d) ein unbestätigter Schwierigkeitsgrad bleibt. Durch die Erstbegehung von DNA wurde die Hoffnung auf eine Wiederholung einer 9c (5.15d) und damit die Hoffnung auf eine Bestätigung dieses Schwierigkeitsgrades wieder erweckt.

## Begehungen
29. April 2022 – Sébastien Bouin
Die Route wurde noch nicht wiederholt und der Schwierigkeitsgrad 9c (5.15d) ist damit nicht bestätigt.